# Guglielmo V di Baviera
Guglielmo V di Wittelsbach, detto il Pio (Landshut, 29 settembre 1548 – Oberschleißheim, 7 febbraio 1626), fu Duca di Baviera dal 1579 al 1597.
Era figlio del Duca Alberto V e di Anna d'Austria.

## Biografia

### Educazione e anni giovanili
Ricevette l'educazione presso i gesuiti e come tale, risentì sempre moltissimo del legame con la compagnia di Gesù. Il soprannome di Pio gli venne dato in quanto era reputato uno dei più ferventi cattolici regnanti di Baviera: egli sacrificava gran parte del proprio tempo alla messa (quando possibile vi partecipava anche più volte al giorno), alla preghiera, alla contemplazione, e alla lettura devozionale, prendendo parte a pubblici atti di devozione, processioni e pellegrinaggi.
La sua residenza come Principe Ereditario era sita nell'antico Castello di Trausnitz a Landshut, proprietà dei Wittelsbach da diversi secoli. Egli migliorò la struttura restaurandola e trasformandola secondo le forme rinascimentali. 

### Il regno
Come suo padre e suo nonno prima di lui, anche Guglielmo V operò un'accorta politica interna. Ebbe come consulente il noto giurista italiano Andrea Fachinei da Forlì.
Assicurò l'arcivescovato di Colonia per il fratello Ernesto che ottenne la porpora nel 1583, e tale dignità rimase un privilegio della famiglia per i successivi duecento anni. Due dei suoi figli, del resto, seguirono la carriera ecclesiastica: Filippo Guglielmo divenne vescovo di Ratisbona e cardinale, e Ferdinando divenne arcivescovo di Colonia. Durante il suo regno i non cattolici vennero forzati a lasciare la Baviera. Con l'aiuto del clero bavarese, fondò nuove scuole e collegi cattolici, nuove sedi di ordini religiosi, specialmente per missionari ed educatori come i Gesuiti e i Cappuccini per gli uomini e le Orsoline per le donne. 
A Guglielmo V si deve la costruzione della birreria Hofbräuhaus in Monaco. 
La Chiesa gesuita di San Michele venne costruita a Monaco tra il 1583 e il 1597, divenendo ben presto uno dei centri più importanti della controriforma. Le ingenti spese che Guglielmo V investì per la chiesa, lo portarono ben presto sull'orlo della bancarotta e questa fu una delle regioni per le quali, nel 1597, abdicò in favore del figlio Massimiliano I. Guglielmo si ritirò in un monastero e morì nel 1626 nel Castello di Schleißheim.
È sepolto nella Chiesa di San Michele a Monaco.

## Matrimonio ed eredi
Guglielmo sposò nel 1568 Renata di Lorena, figlia di Francesco I di Lorena, dalla quale ebbe i seguenti figli: 
- Cristoforo (1570);
- Cristina (1571 – 1580);
- Massimiliano I di Baviera (1573 – 1651);
- Maria Anna (1574 – 1616), sposò Ferdinando II d'Asburgo;
- Filippo Guglielmo (1576 – 1598), vescovo di Ratisbona dal 1595, cardinale dal 1597;
- Ferdinando (1577 – 1650), arcivescovo e principe elettore di Colonia;
- Eleonora Maddalena (1579 – 1580);
- Carlo (1580 – 1587);
- Alberto VI (1584 – 1666), conte di Baviera-Leuchtenberg: sposò Mechthilde von Leuchtenberg (1588-1634);
- Maddalena (1587 – 1628), nel 1613 sposò Volfango Guglielmo, conte palatino di Neuburg (1578 – 1663).

## Ascendenza
|                             |                         |                                      | Genitori                           |  |  | Nonni |  |  | Bisnonni                 |  |  | Trisnonni                  |  |
|                             |                         |                                      |                                    |  |  |       |  |  | 8. Alberto IV di Baviera |  |  | 16. Alberto III di Baviera |  |
|                             |                         |                                      |                                    |  |  |       |  |  | 8. Alberto IV di Baviera |  |  | 16. Alberto III di Baviera |  |
|                             |                         | 17. Anna di Braunschweig-Grubenhagen |                                    |  |  |       |  |  | 8. Alberto IV di Baviera |  |  |                            |  |
| 4. Guglielmo IV di Baviera  |                         |                                      |                                    |  |  |       |  |  | 8. Alberto IV di Baviera |  |  |                            |  |
|                             |                         | 9. Cunegonda d'Austria               | 18. Federico III d'Asburgo         |  |  |       |  |  |                          |  |  |                            |  |
|                             |                         | 9. Cunegonda d'Austria               | 18. Federico III d'Asburgo         |  |  |       |  |  |                          |  |  |                            |  |
|                             |                         | 9. Cunegonda d'Austria               | 19. Eleonora d'Aviz                |  |  |       |  |  |                          |  |  |                            |  |
| 2. Alberto V di Baviera     |                         | 9. Cunegonda d'Austria               |                                    |  |  |       |  |  |                          |  |  |                            |  |
|                             |                         | 10. Filippo I di Baden               | 20. Cristoforo I di Baden          |  |  |       |  |  |                          |  |  |                            |  |
|                             |                         | 10. Filippo I di Baden               | 20. Cristoforo I di Baden          |  |  |       |  |  |                          |  |  |                            |  |
|                             |                         | 10. Filippo I di Baden               | 21. Ottilia di Katzenelnbogen      |  |  |       |  |  |                          |  |  |                            |  |
| 5. Maria Giacomina di Baden |                         | 10. Filippo I di Baden               |                                    |  |  |       |  |  |                          |  |  |                            |  |
|                             |                         | 11. Elisabetta del Palatinato        | 22. Filippo del Palatinato         |  |  |       |  |  |                          |  |  |                            |  |
|                             |                         | 11. Elisabetta del Palatinato        | 22. Filippo del Palatinato         |  |  |       |  |  |                          |  |  |                            |  |
|                             |                         | 11. Elisabetta del Palatinato        | 23. Margherita di Baviera-Landshut |  |  |       |  |  |                          |  |  |                            |  |
| 1. Guglielmo V di Baviera   |                         | 11. Elisabetta del Palatinato        |                                    |  |  |       |  |  |                          |  |  |                            |  |
|                             | 12. Filippo I d'Asburgo | 24. Massimiliano I d'Asburgo         |                                    |  |  |       |  |  |                          |  |  |                            |  |
|                             | 12. Filippo I d'Asburgo | 24. Massimiliano I d'Asburgo         |                                    |  |  |       |  |  |                          |  |  |                            |  |
|                             | 12. Filippo I d'Asburgo | 25. Maria di Borgogna                |                                    |  |  |       |  |  |                          |  |  |                            |  |
| 6. Ferdinando I d'Asburgo   | 12. Filippo I d'Asburgo |                                      |                                    |  |  |       |  |  |                          |  |  |                            |  |
|                             |                         | 13. Giovanna di Castiglia            | 26. Ferdinando II d'Aragona        |  |  |       |  |  |                          |  |  |                            |  |
|                             |                         | 13. Giovanna di Castiglia            | 26. Ferdinando II d'Aragona        |  |  |       |  |  |                          |  |  |                            |  |
|                             |                         | 13. Giovanna di Castiglia            | 27. Isabella di Castiglia          |  |  |       |  |  |                          |  |  |                            |  |
| 3. Anna d'Asburgo           |                         | 13. Giovanna di Castiglia            |                                    |  |  |       |  |  |                          |  |  |                            |  |
|                             |                         | 14. Ladislao II di Boemia            | 28. Casimiro IV di Polonia         |  |  |       |  |  |                          |  |  |                            |  |
|                             |                         | 14. Ladislao II di Boemia            | 28. Casimiro IV di Polonia         |  |  |       |  |  |                          |  |  |                            |  |
|                             |                         | 14. Ladislao II di Boemia            | 29. Elisabetta d'Asburgo           |  |  |       |  |  |                          |  |  |                            |  |
| 7. Anna Jagellone           |                         | 14. Ladislao II di Boemia            |                                    |  |  |       |  |  |                          |  |  |                            |  |
|                             |                         | 15. Anna di Foix-Candale             | 30. Gastone II di Foix-Candale     |  |  |       |  |  |                          |  |  |                            |  |
|                             |                         | 15. Anna di Foix-Candale             | 30. Gastone II di Foix-Candale     |  |  |       |  |  |                          |  |  |                            |  |
|                             |                         | 15. Anna di Foix-Candale             | 31. Caterina di Navarra            |  |  |       |  |  |                          |  |  |                            |  |
|                             |                         | 15. Anna di Foix-Candale             |                                    |  |  |       |  |  |                          |  |  |                            |  |